# Вооружённые силы Российской Федерации (монеты)
«Вооружённые силы Российской Федерации» — серия памятных монет Центрального банка Российской Федерации, посвящённых Вооружённым силам Российской Федерации.

## Серия «Вооружённые силы Российской Федерации»
Серия памятных монет «Вооружённые силы Российской Федерации» выпускается с 2005 года по настоящее время. Ныне состоит из 24 монет достоинством 1 рубль. Намечено продолжение выпуска данной серии в 2019-м году. Все монеты данной серии изготовлены из серебра 925-й пробы, отчеканены качеством «пруф». В серии представлены следующие рода войск: Авиация, Воздушно-десантные войска, Космические войска, Морская пехота, Подводные силы Военно-Морского Флота, Ракетные войска стратегического назначения, Танковые войска.

## Выпуск монет

### 2005 год — Морская пехота
Морская пехота — род сил Военно-Морского Флота Российской Федерации, предназначенный для ведения боевых действий в составе морских десантов. Указом 16 (27) ноября 1705 года Пётр I положил начало формированию полка морских солдат для абордажной, десантной и строевой службы на кораблях Балтийского флота.
| Изображение | Описание | Примечание |
| ----------- | --- | --- |
|             | В центре диска — эмблема Банка России (двуглавый орёл с опущенными крыльями, под ним надпись полукругом «БАНК РОССИИ»), обрамлённая кругом из точек и надписями по кругу: вверху — «ОДИН РУБЛЬ», внизу — «2005 г.», слева — обозначение металла, проба сплава, справа — содержание драгоценного металла в чистоте и товарный знак монетного двора. | Единый аверс монет данной серии. - Дата выпуска: 1 июля 2005 года - Чеканка: Московский монетный двор (ММД). - Оформление гурта: 200 рифлений. |
|             | Изображение эмблемы Военно-Морского Флота Вооружённых сил Российской Федерации, внизу по окружности — надпись: «МОРСКАЯ ПЕХОТА». | - Каталожный номер: 5109-0070 - Художник: Е. В. Крамская. - Скульптор: А. И. Молостов.                                                         |
|             | В центре — изображение высадившегося на берег современного морского пехотинца, на втором плане слева — бегущий морской пехотинец, справа — десантный корабль, вверху по окружности — надпись: «МОРСКАЯ ПЕХОТА». | - Каталожный номер: 5109-0071 - Художник: А. Д. Щаблыкин. - Скульптор: Е. А. Тользин.                                                          |
|             | В центре — изображение морского пехотинца эпохи Петра I, на втором плане слева — шлюпка под Андреевским флагом с десантом на борту, вверху по окружности — надпись: «МОРСКАЯ ПЕХОТА». | - Каталожный номер: 5109-0072 - Художники: А. В. Бакланов, Ф. С. Андронов. - Скульптор: А. И. Парфёнов.                                        |

| Номинал | Качество | Металл, проба    | Масса общая, г | Содержание химически чистого металла не менее, г | Диаметр, мм   | Толщина, мм  | Тираж, шт.             |
| ------- | -------- | ---------------- | -------------- | ------------------------------------------------ | ------------- | ------------ | ---------------------- |
| 1 рубль | пруф     | серебро 925/1000 | 8,53 (±0,09)   | 7,78                                             | 25,00 (±0,20) | 2,20 (±0,20) | 10 000 (каждой монеты) |

### 2006 год — Воздушно-десантные войска
Воздушно-десантные войска (ВДВ) — высокомобильный род войск быстрого реагирования, предназначенный для охвата противника по воздуху и ведения боевых и диверсионных действий в его тылу, созданы в 1932 году.
| Изображение | Описание | Примечание |
| ----------- | --- | --- |
|             | В центре диска — эмблема Банка России (двуглавый орёл с опущенными крыльями, под ним надпись полукругом «БАНК РОССИИ»), обрамлённая кругом из точек и надписями по кругу: вверху — «ОДИН РУБЛЬ», внизу — «2006 г.», слева — обозначение металла, проба сплава, справа — содержание драгоценного металла в чистоте и товарный знак монетного двора. | Единый аверс монет данной серии. - Дата выпуска: 1 марта 2006 года - Чеканка: Санкт-Петербургский монетный двор (СПМД). - Оформление гурта: 200 рифлений. |
|             | Изображение эмблемы Воздушно-десантных войск Российской Федерации, внизу по окружности — надпись: «ВОЗДУШНО-ДЕСАНТНЫЕ ВОЙСКА». | - Каталожный номер: 5109-0076 - Художник: С. А. Корнилов. - Скульптор: А. В. Бакланов, народный художник России.                                          |
|             | В центре — изображение современного десантника, на втором плане — самолёт, под ним — десантируемые парашютисты, вверху по окружности — надпись: «ВОЗДУШНО-ДЕСАНТНЫЕ ВОЙСКА». | - Каталожный номер: 5109-0077 - Художник: С. А. Корнилов. - Скульптор: И. С. Комшилов.                                                                    |
|             | Высадка воздушного десанта в начале 30-х годов XX века, вверху — самолёт, под ним — парашютисты, вверху по окружности — надпись: «ВОЗДУШНО-ДЕСАНТНЫЕ ВОЙСКА». | - Каталожный номер: 5109-0078 - Художник: С. А. Корнилов. - Скульптор: И. С. Комшилов.                                                                    |

| Номинал | Качество | Металл, проба    | Масса общая, г | Содержание химически чистого металла не менее, г | Диаметр, мм   | Толщина, мм  | Тираж, шт.             |
| ------- | -------- | ---------------- | -------------- | ------------------------------------------------ | ------------- | ------------ | ---------------------- |
| 1 рубль | пруф     | серебро 925/1000 | 8,53 (±0,09)   | 7,78                                             | 25,00 (±0,20) | 2,20 (±0,20) | 10 000 (каждой монеты) |

### 2006 год — Подводные силы Военно-Морского Флота
| Изображение | Описание | Примечание |
| ----------- | --- | --- |
|             | В центре диска — эмблема Банка России (двуглавый орёл с опущенными крыльями, под ним надпись полукругом «БАНК РОССИИ»), обрамлённая кругом из точек и надписями по кругу: вверху — «ОДИН РУБЛЬ», внизу — «2006 г.», слева — обозначение металла, проба сплава, справа — содержание драгоценного металла в чистоте и товарный знак монетного двора. | Единый аверс монет данной серии. - Дата выпуска: 1 декабря 2006 года - Чеканка: Санкт-Петербургский монетный двор (СПМД). - Оформление гурта: 200 рифлений. |
|             | Изображение эмблемы Военно-Морского Флота Вооружённых сил Российской Федерации, внизу по окружности — надпись: «ПОДВОДНЫЕ СИЛЫ». | - Каталожный номер: 5109-0082 - Художник: Е. В. Крамская. - Скульптор: Ю. С. Гоголь.                                                                        |
|             | Изображение атомного подводного ракетоносца, над ним — летящая птица, вверху по окружности — надпись: «ПОДВОДНЫЕ СИЛЫ». | - Каталожный номер: 5109-0083 - Художник: С. А. Козлов. - Скульптор: А. Н. Бессонов.                                                                        |
|             | Изображение подводной лодки изобретателя С. К. Джевецкого, вверху по окружности — надпись: «ПОДВОДНЫЕ СИЛЫ». | - Каталожный номер: 5109-0084 - Художник: Е. В. Крамская. - Скульптор: М. А. Тимофеева.                                                                     |

| Номинал | Качество | Металл, проба    | Масса общая, г | Содержание химически чистого металла не менее, г | Диаметр, мм   | Толщина, мм  | Тираж, шт.             |
| ------- | -------- | ---------------- | -------------- | ------------------------------------------------ | ------------- | ------------ | ---------------------- |
| 1 рубль | пруф     | серебро 925/1000 | 8,53 (±0,09)   | 7,78                                             | 25,00 (±0,20) | 2,20 (±0,20) | 10 000 (каждой монеты) |

### 2007 год — Космические войска
Космические войска — род войск Российской Федерации, отвечающих за обеспечения безопасности страны в космической сфере, созданы в 1957 году.
| Изображение | Описание | Примечание |
| ----------- | --- | --- |
|             | В центре — эмблема Банка России (двуглавый орёл с опущенными крыльями, под ним — надпись полукругом «БАНК РОССИИ»), обрамлённая кругом из точек и надписями по кругу — вверху: «ОДИН РУБЛЬ», внизу: слева — обозначения драгоценного металла и пробы сплава, в центре — дата выпуска «2007 г.», справа — содержание химически чистого металла и товарный знак монетного двора. | Единый аверс монет данной серии. - Дата выпуска: 2 июля 2007 года - Чеканка: Московский монетный двор (ММД). - Оформление гурта: 200 рифлений. |
|             | Изображение эмблемы космических войск Вооружённых сил Российской Федерации, внизу по окружности — надпись: «КОСМИЧЕСКИЕ ВОЙСКА». | - Каталожный номер: 5109-0085 - Художник: С. А. Корнилов. - Скульптор: В. М. Ерохин.                                                           |
|             | В центре — ракета-носитель, готовящаяся к старту, на переднем плане — агрегаты заправки ракеты-носителя, на втором плане — тайга, внизу по окружности — надпись: «КОСМИЧЕСКИЕ ВОЙСКА». | - Каталожный номер: 5109-0086 - Художник: С. А. Корнилов. - Скульптор: В. В. Малокостов.                                                       |
|             | В центре — стартовый комплекс с ракетой-носителем, осуществившей в 1957 году вывод в космос первого искусственного спутника Земли с космодрома Байконур, внизу по окружности — надпись: «КОСМИЧЕСКИЕ ВОЙСКА». | - Каталожный номер: 5109-0087 - Художник: С. А. Корнилов. - Скульптор: И. М. Хамраев.                                                          |

| Номинал | Качество | Металл, проба    | Масса общая, г | Содержание химически чистого металла не менее, г | Диаметр, мм   | Толщина, мм  | Тираж, шт.            |
| ------- | -------- | ---------------- | -------------- | ------------------------------------------------ | ------------- | ------------ | --------------------- |
| 1 рубль | пруф     | серебро 925/1000 | 8,53(±0,09)    | 7,78                                             | 25,00 (±0,20) | 2,20 (±0,20) | 7 500 (каждой монеты) |

### 2009 год — Авиация
| Изображение | Описание | Примечание |
| ----------- | --- | --- |
|             | В центре диска — эмблема Банка России (двуглавый орёл с опущенными крыльями, под ним надпись полукругом «БАНК РОССИИ»), обрамлённая кругом из точек и надписями по кругу: вверху — «ОДИН РУБЛЬ», внизу — «2009 г.», слева — обозначение металла, проба сплава, справа — содержание драгоценного металла в чистоте и товарный знак монетного двора. | Единый аверс монет данной серии. - Дата выпуска: 4 мая 2009 года - Чеканка: Московский монетный двор (ММД). - Оформление гурта: 200 рифлений. |
|             | Изображение эмблемы Военно-воздушных сил Российской Федерации, вверху по окружности — надпись: «ВОЕННО-ВОЗДУШНЫЕ СИЛЫ». | - Каталожный номер: 5109-0091 - Художник: А. А. Брынза. - Скульптор: С. В. Ерохина. |
|             | Изображение современного реактивного самолёта, вверху по окружности — надпись: «ВОЕННО-ВОЗДУШНЫЕ СИЛЫ». | - Каталожный номер: - Художник: А. А. Брынза. - Скульптор: С. В. Ерохина. |
|             | Изображение самолёта «Илья Муромец», на втором плане — облака, вверху по окружности — надпись: «ВОЕННО-ВОЗДУШНЫЕ СИЛЫ». | - Каталожный номер: - Художник: А. А. Брынза. - Скульптор: С. В. Ерохина. Илья Муромец (С-22 «Илья Муромец») — общее название нескольких серий четырёхмоторных цельнодеревянных бипланов, выпускавшихся в России на Русско-Балтийском вагонном заводе в течение 1913—1918 годов. |

| Номинал | Качество | Металл, проба    | Масса общая, г | Содержание химически чистого металла не менее, г | Диаметр, мм   | Толщина, мм  | Тираж, шт.            |
| ------- | -------- | ---------------- | -------------- | ------------------------------------------------ | ------------- | ------------ | --------------------- |
| 1 рубль | пруф     | серебро 925/1000 | 8,53 (±0,09)   | 7,78                                             | 25,00 (±0,20) | 2,20 (±0,20) | 5 000 (каждой монеты) |

### 2010 год — Танковые войска
Танковые войска — род Сухопутных войск Российской Федерации, главная ударная сила Сухопутных войск и мощное средство вооружённой борьбы, предназначенное для решения наиболее важных задач в различных видах боевых действий. С 1929 года — механизированные войска, с 1936 года — автобронетанковые войска, с декабря 1942 года — бронетанковые и механизированные войска, с 1953 года — бронетанковые войска, с 1960 года по настоящее время — танковые войска.
| Изображение | Описание | Примечание |
| ----------- | --- | --- |
|             | В центре диска — эмблема Банка России (двуглавый орёл с опущенными крыльями, под ним надпись полукругом «БАНК РОССИИ»), обрамлённая кругом из точек и надписями по кругу: вверху — «ОДИН РУБЛЬ», внизу — «2010 г.», слева — обозначение металла, проба сплава, справа — содержание драгоценного металла в чистоте и товарный знак монетного двора. | Единый аверс монет данной серии. - Дата выпуска: 2 августа 2010 года - Чеканка: Санкт-Петербургский монетный двор (СПМД). - Оформление гурта: 200 рифлений. |
|             | Изображение эмблемы Сухопутных войск Российской Федерации, внизу по окружности — надпись: «ТАНКОВЫЕ ВОЙСКА». | - Каталожный номер: 5109-0096 - Художник: Ю. С. Гоголь. - Скульптор: компьютерное моделирование. |
|             | Изображение современного танка Т-80, внизу по окружности — надпись: «ТАНКОВЫЕ ВОЙСКА». Изображение до степени неотличимости похоже на изображение украинского танка Т-84У «Оплот» | - Каталожный номер: 5109-0097 - Художник: С. В. Сутягин. - Скульптор: А. Д. Бессонов. Т-80 — основной боевой танк, производства СССР. Первый в мире серийный танк с единой газотурбинной силовой установкой. На вооружении армии СССР с 1976 года. Т-84У «Оплот» — основной боевой танк, на вооружении российской армии не состоит. |
|             | Изображение первого советского танка КС, внизу по окружности — надпись: «ТАНКОВЫЕ ВОЙСКА». | - Каталожный номер: 5109-0098 - Художник: С. В. Сутягин. - Скульптор: Ф. С. Андронов. Танк КС («Красное Сормово», также известен как танк «М» и «Рено русский») — первый советский танк. Представлял собой почти полную копию французского лёгкого танка «Рено» FT-17. Всего было выпущено 15 машин.                                |

| Номинал | Качество | Металл, проба    | Масса общая, г | Содержание химически чистого металла не менее, г | Диаметр, мм   | Толщина, мм  | Тираж, шт.            |
| ------- | -------- | ---------------- | -------------- | ------------------------------------------------ | ------------- | ------------ | --------------------- |
| 1 рубль | пруф     | серебро 925/1000 | 8,53 (±0,09)   | 7,78                                             | 25,00 (±0,20) | 2,20 (±0,20) | 5 000 (каждой монеты) |

### 2011 год — Ракетные войска стратегического назначения
Ракетные войска стратегического назначения (РВСН) — отдельный род войск Вооружённых сил Российской Федерации, сухопутный компонент стратегических ядерных сил. Войска постоянной боевой готовности. Предназначены для ядерного сдерживания возможной агрессии и поражения в составе стратегических ядерных сил или самостоятельно массированными, групповыми или одиночными ракетно-ядерными ударами стратегических объектов, находящихся на одном или нескольких стратегических направлениях и составляющих основу военных и военно-экономических потенциалов противника.
| Изображение | Описание | Примечание |
| ----------- | --- | --- |
|             | В центре диска — эмблема Банка России (двуглавый орёл с опущенными крыльями, под ним надпись полукругом «БАНК РОССИИ»), обрамлённая кругом из точек и надписями по кругу: вверху — «ОДИН РУБЛЬ», внизу — «2011 г.», слева — обозначение металла, проба сплава, справа — содержание драгоценного металла в чистоте и товарный знак монетного двора. | Единый аверс монет данной серии. - Дата выпуска: 7 июля 2011 года - Чеканка: Московский монетный двор (ММД). - Оформление гурта: 200 рифлений. |
|             | Изображение эмблемы Ракетных войск стратегического назначения, по окружности — надпись: «РАКЕТНЫЕ ВОЙСКА СТРАТЕГИЧЕСКОГО НАЗНАЧЕНИЯ». | - Каталожный номер: 5109-0101 - Художник: А. А. Брынза. - Скульптор: А. Д. Бессонов.                                                           |
|             | Изображение в центре — мобильный ракетный комплекс на автомобильной платформе, на втором плане — изображение стартовавшей ракеты, под ней — клубы дыма, по окружности — надпись: «РАКЕТНЫЕ ВОЙСКА СТРАТЕГИЧЕСКОГО НАЗНАЧЕНИЯ». | - Каталожный номер: 5109-0102 - Художник: А. А. Брынза. - Скульптор: А. Д. Бессонов.                                                           |
|             | Изображение в центре — ракетный комплекс наземного базирования Р-12, внизу по окружности — надпись: «РАКЕТНЫЕ ВОЙСКА СТРАТЕГИЧЕСКОГО НАЗНАЧЕНИЯ». | - Каталожный номер: 5109-0103 - Художник: А. А. Брынза. - Скульптор: А. Д. Бессонов.                                                           |

| Номинал | Качество | Металл, проба    | Масса общая, г | Содержание химически чистого металла не менее, г | Диаметр, мм   | Толщина, мм  | Тираж, шт.            |
| ------- | -------- | ---------------- | -------------- | ------------------------------------------------ | ------------- | ------------ | --------------------- |
| 1 рубль | пруф     | серебро 925/1000 | 8,53 (±0,09)   | 7,78                                             | 25,00 (±0,20) | 2,20 (±0,20) | 5 000 (каждой монеты) |

### 2015 год — Надводные силы Военно-морского флота
| Изображение | Описание | Примечание |
| ----------- | --- | --- |
|             | В центре диска — эмблема Банка России (двуглавый орёл с опущенными крыльями, под ним надпись полукругом «БАНК РОССИИ»), обрамлённая кругом из точек и надписями по кругу: вверху — «ОДИН РУБЛЬ», внизу — «2015 г.», слева — обозначение металла, проба сплава, справа — содержание драгоценного металла в чистоте и товарный знак монетного двора. | Единый аверс монет данной серии. - Дата выпуска: 12 октября 2015 года - Чеканка: Московский монетный двор (ММД). - Оформление гурта: 200 рифлений. |
|             | Изображение эмблемы Военно-морского флота России, внизу вдоль канта — надпись: «НАДВОДНЫЕ СИЛЫ». | - Каталожный номер: 5109-0111 - Художник: С. А. Корнилов. - Скульптор: С. А. Корнилов.                                                             |
|             | Изображение парусного трехмачтового корабля, внизу вдоль канта — надпись: «НАДВОДНЫЕ СИЛЫ». | - Каталожный номер: 5109-0112 - Художник: С. А. Корнилов. - Скульптор: С. А. Корнилов.                                                             |
|             | Изображение современного военного корабля и вертолета, летящего над ним, внизу вдоль канта — надпись: «НАДВОДНЫЕ СИЛЫ». | - Каталожный номер: 5109-0113 - Художник: С. А. Корнилов. - Скульптор: С. А. Корнилов.                                                             |

| Номинал | Качество | Металл, проба    | Масса общая, г | Содержание химически чистого металла не менее, г | Диаметр, мм   | Толщина, мм  | Тираж, шт.            |
| ------- | -------- | ---------------- | -------------- | ------------------------------------------------ | ------------- | ------------ | --------------------- |
| 1 рубль | пруф     | серебро 925/1000 | 8,53 (±0,09)   | 7,78                                             | 25,00 (±0,20) | 2,20 (±0,20) | 5 000 (каждой монеты) |

### 2017 год — Мотострелковые войска
| Изображение | Описание | Примечание |
| ----------- | --- | --- |
|             | В центре диска — изображение Государственного герба Российской Федерации, над ним вдоль канта — надпись полукругом: «РОССИЙСКАЯ ФЕДЕРАЦИЯ», обрамленная с обеих сторон сдвоенными ромбами, внизу под гербом: слева — обозначения драгоценного металла и пробы сплава, справа — содержание химически чистого металла и товарный знак монетного двора, внизу в центре в три строки — надпись: «БАНК РОССИИ», «ОДИН РУБЛЬ», внизу — «2017 г.» | Единый аверс монет данной серии. - Дата выпуска: 1 декабря 2017 года - Чеканка: Московский монетный двор (ММД). - Оформление гурта: 200 рифлений. |
|             | Изображение эмблемы Сухопутных войск Вооруженных сил Российской Федерации, внизу вдоль канта — надпись: «МОТОСТРЕЛКОВЫЕ ВОЙСКА». | - Каталожный номер: 5109-0118 - Художник: С. А. Корнилов. - Скульптор: Э. А. Тользин.                                                             |
|             | Изображения красноармейца, Спасской башни Московского Кремля, бронеавтомобиля БА-27, внизу вдоль канта — надпись: «МОТОСТРЕЛКОВЫЕ ВОЙСКА». | - Каталожный номер: 5109-0119 - Художник: С. А. Корнилов. - Скульптор: А. Н. Бессонов.                                                            |
|             | Изображения современного пехотинца и боевой машины пехоты на платформе «Армата», внизу вдоль канта — надпись: «МОТОСТРЕЛКОВЫЕ ВОЙСКА». | - Каталожный номер: 5109-0120 - Художник: С. А. Корнилов. - Скульптор: А. Н. Бессонов.                                                            |

| Номинал | Качество | Металл, проба    | Масса общая, г | Содержание химически чистого металла не менее, г | Диаметр, мм   | Толщина, мм  | Тираж, шт.            |
| ------- | -------- | ---------------- | -------------- | ------------------------------------------------ | ------------- | ------------ | --------------------- |
| 1 рубль | пруф     | серебро 925/1000 | 8,53 (±0,09)   | 7,78                                             | 25,00 (±0,20) | 2,20 (±0,20) | 5 000 (каждой монеты) |

### 2019 год — Соединения и воинские части ядерного обеспечения Министерства обороны Российской Федерации
1 августа 2019 года выпущены 3 монеты посвящённые соединениям и воинским частям ядерного обеспечения Министерства обороны Российской Федерации.
| Изображение | Описание | Примечание |
| ----------- | --- | --- |
|             | В центре диска — изображение Государственного герба Российской Федерации, над ним вдоль канта — надпись полукругом: «РОССИЙСКАЯ ФЕДЕРАЦИЯ», обрамленная с обеих сторон сдвоенными ромбами, внизу под гербом: слева — обозначения драгоценного металла и пробы сплава, справа — содержание химически чистого металла и товарный знак монетного двора, внизу в центре в три строки — надпись: «БАНК РОССИИ», «ОДИН РУБЛЬ», внизу — «2019 г.» | Единый аверс монет данной серии. - Дата выпуска: 1 августа 2019 года - Чеканка: Санкт-Петербургский монетный двор (СПМД). - Оформление гурта: 200 рифлений. |
|             | Изображение эмблемы … . | - Каталожный номер: 5109-0124 - Художник: С. А. Корнилов. - Скульптор: Э. А. Тользин.                                                                       |
|             | Изображения … . | - Каталожный номер: 5109-0125 - Художник: С. А. Корнилов. - Скульптор: А. Н. Бессонов.                                                                      |
|             | Изображения … . | - Каталожный номер: 5109-0126 - Художник: С. А. Корнилов. - Скульптор: А. Н. Бессонов.                                                                      |

| Номинал | Качество | Металл, проба    | Масса общая, г | Содержание химически чистого металла не менее, г | Диаметр, мм   | Толщина, мм  | Тираж, шт.            |
| ------- | -------- | ---------------- | -------------- | ------------------------------------------------ | ------------- | ------------ | --------------------- |
| 1 рубль | пруф     | серебро 925/1000 | 8,53 (±0,09)   | 7,78                                             | 25,00 (±0,20) | 2,20 (±0,20) | 5 000 (каждой монеты) |

### 2021 год — Инженерные войска
12 января 2021 года выпущены 2 монеты, посвящённые инженерным войскам Вооруженных сил Российской Федерации.
| Изображение | Описание | Примечание |
| ----------- | --- | --- |
|             | В центре диска — изображение Государственного герба Российской Федерации, над ним вдоль канта — надпись полукругом: «РОССИЙСКАЯ ФЕДЕРАЦИЯ», обрамленная с обеих сторон сдвоенными ромбами, внизу под гербом: слева — обозначения драгоценного металла и пробы сплава, справа — содержание химически чистого металла и товарный знак монетного двора, внизу в центре в три строки — надпись: «БАНК РОССИИ», «ОДИН РУБЛЬ», внизу — «2021 г.» | Единый аверс монет данной серии. - Дата выпуска: 12 января 2021 года - Чеканка: Санкт-Петербургский монетный двор (СПМД). - Оформление гурта: 200 рифлений. |
|             | Рельефное изображение эмблемы инженерных войск Вооруженных сил Российской Федерации; внизу по окружности имеется надпись: «ИНЖЕНЕРНЫЕ ВОЙСКА» | - Каталожный номер: 5109-0130 - Художник: С. А. Корнилов. - Скульптор: Э. А. Тользин.                                                                       |
|             | Рельефные изображения работающего в полевых условиях сапера с миноискателем и инженерной машины разграждения; вверху по окружности имеется надпись: «ИНЖЕНЕРНЫЕ ВОЙСКА» | - Каталожный номер: 5109-0131 - Художник: С. А. Корнилов. - Скульптор: Э. А. Тользин.                                                                       |

| Номинал | Качество | Металл, проба    | Масса общая, г | Содержание химически чистого металла не менее, г | Диаметр, мм   | Толщина, мм  | Тираж, шт.            |
| ------- | -------- | ---------------- | -------------- | ------------------------------------------------ | ------------- | ------------ | --------------------- |
| 1 рубль | пруф     | серебро 925/1000 | 8,53 (±0,09)   | 7,78                                             | 25,00 (±0,20) | 2,20 (±0,20) | 5 000 (каждой монеты) |

### 2024 год — Войска радиоэлектронной борьбы
12 февраля 2024 года выпущены 3 монеты, посвящённые войскам радиоэлектронной борьбы Вооруженных сил Российской Федерации.
| Изображение | Описание | Примечание |
| ----------- | --- | --- |
|             | В центре диска — изображение Государственного герба Российской Федерации, над ним вдоль канта — надпись полукругом: «РОССИЙСКАЯ ФЕДЕРАЦИЯ», обрамленная с обеих сторон сдвоенными ромбами, внизу под гербом: слева — обозначения драгоценного металла и пробы сплава, справа — содержание химически чистого металла и товарный знак монетного двора, внизу в центре в три строки — надпись: «БАНК РОССИИ», «ОДИН РУБЛЬ», внизу — «2024 г.» | Единый аверс монет данной серии. - Дата выпуска: 12 февраля 2024 года - Чеканка: Санкт-Петербургский монетный двор (СПМД). - Оформление гурта: 200 рифлений. |
|             | Рельефное изображение малой эмблемы управления радиоэлектронной борьбы Генерального штаба Вооруженных Сил Российской Федерации на фоне стилизованного изображения печатной платы, выполненного в технике лазерного матирования; внизу по окружности — рельефная надпись «ВОЙСКА РАДИОЭЛЕКТРОННОЙ БОРЬБЫ» | - Каталожный номер: 5109-0135 - Художник: А.В. Гнидин. - Скульптор: А.В. Гнидин.                                                                             |
|             | Рельефное изображение комплекса радиоэлектронной борьбы «Красуха» на фоне изображений леса и фрагмента экрана локатора, выполненных в технике лазерного матирования; вверху по окружности — рельефная надпись «ВОЙСКА РАДИОЭЛЕКТРОННОЙ БОРЬБЫ» | - Каталожный номер: 5109-0136 - Художник: А.В. Гнидин. - Скульптор: А.В. Гнидин.                                                                             |
|             | Рельефное изображение комплекса радиоэлектронной борьбы «Инфауна» на фоне выполненных в технике лазерного матирования изображений ночного неба и леса; вверху по окружности — рельефная надпись «ВОЙСКА РАДИОЭЛЕКТРОННОЙ БОРЬБЫ». | - Каталожный номер: 5109-0137 - Художник: А.В. Гнидин. - Скульптор: А.В. Гнидин.                                                                             |

| Номинал | Качество | Металл, проба    | Масса общая, г | Содержание химически чистого металла не менее, г | Диаметр, мм   | Толщина, мм  | Тираж, шт.            |
| ------- | -------- | ---------------- | -------------- | ------------------------------------------------ | ------------- | ------------ | --------------------- |
| 1 рубль | пруф     | серебро 925/1000 | 8,53 (±0,09)   | 7,78                                             | 25,00 (±0,20) | 2,20 (±0,20) | 5 000 (каждой монеты) |

### 2026 год — Войска радиационной, химической и биологической защиты
Запланирован выпуск 3 монет посвящённых войскам радиационной, химической и биологической защиты.